# Șușița (Mehedinți)
Șușița je desna pritoka rijeke Jiu u Rumunjskoj. Ulijeva se u Jiu u Ioneștiju. Duljina joj je 24 km, a površina porječja km2.